# Chu Quế
Chu Quế (chữ Hán: 朱桂; 25 tháng 8 năm 1374 – 29 tháng 12 năm 1446), được biết đến với tước hiệu Đại Giản vương (代簡王), là hoàng tử của Minh Thái Tổ Chu Nguyên Chương, hoàng đế đầu tiên của nhà Minh.

## Cuộc đời
Chu Quế sinh ngày 18 tháng 7 năm Hồng Vũ thứ 7 (1374), là hoàng tử thứ 13 của Minh Thái Tổ, mẹ là Quách Huệ phi (郭惠妃), con gái của Trừ Dương vương Quách Tử Hưng (郭子興). Chu Quế là con thứ hai của bà Huệ phi, là anh em cùng mẹ với Thục Hiến vương Chu Xuân, Dục vương Chu Huệ, Vĩnh Gia Trinh Ý Công chúa và Nhữ Dương Công chúa.
Năm thứ 11, Chu Quế được phong Dự vương (豫王), sang năm thứ 25 (1392), cải phong làm Đại vương (代王), cùng năm đó chuyển đến thái ấp ở Đại Đồng (nay thuộc Đại Đồng, Sơn Tây).
Đại vương Chu Quế là người hung bạo, nên vào năm Kiến Văn thứ nhất (1399), ông bị vua cháu phế làm thứ dân.
Minh Thành Tổ Chu Đệ lên ngôi đã cho phục tước của Chu Quế nhưng ông vẫn không cải thiện. Chu Quế tham lam, tự tiện sung quân dịch, vơ vét của cải của dân. Thành Tổ liệt kê 32 tội danh của Chu Quế và triệu ông vào triều nhưng ông không đến. Lần triệu thứ hai, đến giữa đường thì vua cho Chu Quế quay về.
Đại vương Chu Quế qua đời vào ngày 12 tháng 12 năm Chính Thống thứ 11 (1446), thụy là Giản (簡).

## Bức tường Đại Đồng Cửu Long
Truyền thuyết địa phương ở Đại Đồng kể rằng, Đại vương Chu Quế đã từng đến Bắc Kinh thăm anh trai là Yên vương Chu Đệ, và tỏ ra ganh tị khi nhìn thấy bức tường Cửu Long trong điện của Yên vương. Quay về Đại Đồng, Chu Quế muốn xây một bức tường Cửu Long tráng lệ hơn của Yên vương.
Bức tường Đại Đồng Cửu Long dài 45,5 mét trải dài từ đông sang tây, cao 8 m và dày hơn 2 m, được sơn màu xanh lam. Trên tường có 9 con rồng bay lượn mang hình dáng và màu sắc khác nhau. Đại Long Cửu Long là bức tường lớn nhất và lâu đời nhất trong số những bức tường Cửu Long hiện có ở Trung Quốc, trở thành đơn vị bảo vệ di tích văn hóa trọng điểm quốc gia vào năm 2001.

Bức tường Đại Đồng Cửu Long của Đại vương Chu Quế

## Gia quyến

### Thê thiếp
- Đại Vương phi Từ thị (徐氏; ? – 1427),[3] con gái thứ hai của danh tướng Từ Đạt, cũng là em của Từ Hoàng hậu, chánh cung của Minh Thành Tổ. Từ thị được phong Vương phi cùng thời điểm với chồng.[4]
- Lữ thị (呂氏), gia phong Phu nhân năm Chính Thống thứ 40 (1449).[5]
- Từ thị (徐氏), gia phong Phu nhân năm Chính Thống thứ 39 (1448). Từ Phu nhân nhiều lần lấy trộm vàng bạc từ phủ Đại vương cho hai con trai là Tốn Đẩu và Tốn Hựu,[6] đến nỗi khi Đại Giản vương qua đời không đủ tiền để làm tang lễ.[7]
- Lưu thị (劉氏), cung nhân.

### Hậu duệ
Đại vương Chu Quế có 11 con trai và nhiều con gái.

#### Con trai
1. Chu Tốn Chuyên (朱遜煓; 1393 – 1418), mẹ là Đại Vương phi, năm Vĩnh Lạc thứ hai (1404) phong Thế tử, mất trước khi tập phong, thụy là Điệu Liệt (悼戾), sau tặng Đại Liệt vương (代戾王).
  1. Chu Sĩ Triền (朱仕㙻; 1410 – 1463), con trưởng, tập tước ông nội, phong hiệu Đại Ẩn vương (代隱王).
2. Chu Tốn Miên (朱遜𤇜; 1402 – 1459), mẹ là Lữ Phu nhân, tước hiệu Quảng Linh Quận vương (廣靈郡王), thụy Vinh Hư (榮虛).
3. Chu Tốn Ninh (朱遜𤆼; 1407 – 1471), tước hiệu Lộ Thành Quận vương (潞城郡王), thụy Hy Thuận (僖順).
4. Chu Tốn Thâm (朱遜煁; 1409 – 1467), tước hiệu Sơn Uẩn Quận vương (山陰郡王), thụy Khang Huệ (康惠).
5. Chu Tốn Tầm (朱遜燂; 1410 – 1462), tước hiệu Tương Viên Quận vương (襄垣郡王), thụy Cung Giản (恭簡).
6. Chu Tốn Toàn (朱遜烇; 1413 – 1475), tước hiệu Linh Khâu Quận vương (靈丘郡王), thụy Vinh Thuận (榮順).
7. Chu Tốn Đẩu (朱遜炓; 1423 – 1473), mẹ là Từ Phu nhân, tước hiệu Tuyên Ninh Quận vương (宣寧郡王), thụy Tĩnh Trang (榮順).
8. Chu Tốn Hựu (朱遜烠; 1425 – 1490), mẹ là Từ Phu nhân, tước hiệu Hoài Nhân Quận vương (宣寧郡王), thụy Vinh Định (榮順).
9. Chu Tốn Hỗ (朱遜熩), mất sớm.
10. Chu Tốn Liêu (朱遜熮; 1429 – 1474), tước hiệu Thấp Xuyên Quận vương (隰川郡王), thụy Ý An (懿安).
11. Chu Tốn Phần (朱遜燔), mất sớm.

#### Con gái
- Hương Ninh Quận chúa (乡宁郡主), con gái thứ 4, lấy Phạm Khâm.
- Hồ Loan Quận chúa (壶关郡主), con gái thứ 6, lấy Tần An.
- Bảo Đức Quận chúa (保德郡主), con gái thứ 7, lấy Thường Tế.

## Đại vương thế hệ biểu
| Tước hiệu                | Họ tên                   | Quan hệ                          | Tại vị       | Ghi chú |
| ------------------------ | ------------------------ | -------------------------------- | ------------ | --- |
| Đại Giản vương (代簡王)  | Chu Quế (朱桂)           | Hoàng tử thứ 13 của Minh Thái Tổ | 1392 – 1446  | Năm Hồng Vũ thứ 25 (1392) phong tước, năm Chính Thống thứ 11 (1446) qua đời, thọ 73 tuổi. |
| Đại Liệt vương (魯戾王)  | Chu Tốn Chuyên (朱遜煓)  | Con trai trưởng của Chu Quế      | Truy phong   | Nguyên là Thế tử, được truy phong Vương khi con trai là Sĩ Triền tập tước, hưởng dương 26 tuổi. |
| Đại Ẩn vương (蜀隱王)    | Chu Sĩ Triền (朱仕㙻)    | Con trai trưởng của Tốn Chuyên   | 1448 – 1463  | Năm Chính Thống thứ 13 (1448) tập phong, qua đời năm Thiên Thuận thứ 7 (1463), thọ 64 tuổi. |
| Đại Huệ vương (蜀惠王)   | Chu Thành Luyện (朱成鍊) | Con trai trưởng của Sĩ Triền     | 1466 – 1489  | Năm Thành Hoá thứ 2 (1466) tập phong, năm Hoằng Trị thứ 2 (1489) qua đời, không rõ bao nhiêu tuổi. |
| Đại Tư vương (蜀思王)    | Chu Thông Huệ (朱聰沬)   | Con trai trưởng của Thành Luyện  | Truy phong   | Nguyên là Quận vương, do ham mê sắc dục và giết một ca kỹ nên bị truất làm thường dân vào năm Hoằng Trị thứ 3 (1490). Con trai là Tuấn Tráng tập tước nên Thông Huệ mới được tặng tước Vương, hưởng dương 35 tuổi. |
| Đại Ý vương (蜀懿王)     | Chu Tuấn Tráng (朱俊杖)  | Con trai trưởng của Thông Huệ    | 1499 – 1527  | Do còn nhỏ tuổi nên chú là Thông Quyên (聪涓, con thứ hai của Thành Luyện) quán xuyến các việc trong vương phủ. Năm Hoằng Trị thứ 12 (1499) tập phong và qua đời trong năm Gia Tĩnh thứ 6, thọ 48 tuổi.            |
| Đại Chiêu vương (蜀昭王) | Chu Sung Diệu (朱充燿)   | Con trai trưởng của Tuấn Tráng   | 1530 – 1547  | Năm Gia Tĩnh thứ 9 (1530) tập phong, qua đời năm thứ 26 (1547), thọ 51 tuổi. |
| Đại Cung vương (蜀恭王)  | Chu Đình Kỳ (朱廷埼)     | Con trai trưởng của Sung Diệu    | 1549 – 1573  | Năm Gia Tĩnh thứ 28 (1549) tập phong, qua đời năm Vạn Lịch thứ nhất (1573), thọ 48 tuổi. |
| Đại Định vương (蜀定王)  | Chu Nãi Huyền (朱鼐鉉)   | Con trai trưởng của Đình Kỳ      | 1581 – 1594  | Năm Vạn Lịch thứ 9 (1581) tập phong, qua đời năm thứ 22 (1594), hưởng dương 38 tuổi, không con nối dõi. |
| Đại Khang vương (蜀康王) | Chu Nãi Quân (朱宣圻)    | Con trai thứ hai của Đình Kỳ     | 1596 – 1627  | Năm Vạn Lịch thứ 24 (1596) tập phong, qua đời năm Vạn Lịch thứ 40 (1627), thọ 69 tuổi. |
| Đại vương (蜀 王)        | Chu Đỉnh Vị (朱鼎渭)     | Con trai thứ hai của Nãi Quân    | 1627 – 1629  | Năm Thiên Khải thứ 2 (1627) tập phong, qua đời năm thứ 4 (1629), không rõ bao nhiêu tuổi. |
| Đại vương (蜀王)         | Chu Di Đĩnh (朱彝梃)     | Con trai trưởng của Đỉnh Vị      | 1632 – 1639? | Chỉ biết tập phong vào năm Sùng Trinh thứ 5 (1632), không rõ sau đó. |
| Đại vương (蜀王)         | Chu Truyền Tễ (朱平樻)   | Con trai trưởng của Di Đĩnh      | 1639? – 1644 | Tập phong ít nhất là vào trước năm Sùng Trinh thứ 12 (1639). Vào năm Sùng Trinh cuối cùng (1644) bị Lý Tự Thành giết khi chiếm được Đại Đồng, kết thúc dòng Đại vương.                                             |